# 諾拉鎮區 (北達科他州拉穆爾縣)
諾拉鎮區（英語：Nora Township）是位於美國北達科他州拉穆爾縣的一個鎮區。

## 地方資料
諾拉鎮區的面積為93.27平方千米，當中陸地面積為93.12平方千米，而水域面積為0.15平方千米。根據2020年美國人口普查的數據，當地共有人口76人，而人口密度為每平方千米0.81人。